# زين ألكسندر (مخرج لبناني)
زين ألكسندر هو مخرج وممثل لبناني مقيم في مدينة نيويورك. اشتهر زين بعمله في الأفلام القصيرة مثل في الخارج والمنارة.

## الحياة التعليمية و الوظيفية
وُلد ألكسندر ونشأ في لبنان، ودرس علم النفس في الجامعة الأمريكية في بيروت وغادر إلى الولايات المتحدة من أجل التمثيل في عام 2010. التقى ألكسندر في مدينة نيويورك بزميله الممثل باسكال سينوري الذي سرعان ما عمل معه مرات عدة. اجتمع الاثنان لإنشاء فيلم في الخارج Abroad، وهو فيلم يدور حول زوجين لبنانيين يسعيان لتحقيق أحلامهما التمثيلية في أمريكا ويكافحان من أجل لعب أدوار شرق أوسطية. كتب سينيوري الفيلم القصير الذي أخرجه ألكسندر. تم تصوير الفيلم في يوم واحد.  وعُرض لأول مرة في مهرجان سانتا باربرا السينمائي الدولي في عام 2018.  منح مركز موسى خير الله فيلم ألكسندر في الخارج جائزة خير الله الفنية لعام 2020.
تابع ألكساندر وسينيوري العمل مع بعضهما في فيلم منارة، وهو فيلم قصير عن جنازة لبنانية وعائلة تتعامل مع الضغوط الثقافية للمجتمع اللبناني. تم تصوير منارة في مدينة صور بلبنان، وعُرض لأول مرة خلال الدورة 76 من مهرجان البندقية السينمائي الدولي في سبتمبر 2019.

## الأفلام
| سنة  | فيلم   | الممثل | دور  | مخرج   | ملاحظات   |
| ---- | ------ | ------ | ---- | ------ | --------- |
| 2018 | الغربة | </img> | جاد  | </img> | فيلم قصير |
| 2019 | منارة  | </img> | رامي | </img> | فيلم قصير |

## روابط خارجية
- موقع زين الكسندر الرسمي
- Zayn Alexander في قاعدة بيانات الأفلام على الإنترنت